# Tweede Kamerverkiezingen 1998/Kandidatenlijst/Senioren 2000
De kandidatenlijst voor de Tweede Kamerverkiezingen 1998 van de Senioren 2000 was als volgt:

## De lijst
- schuin: voorkeurdrempel overschreden

1. Jet Nijpels-Hezemans - 29.129 stemmen
2. Ron Meyer - 1.383
3. Eef van den Berg - 632
4. Thea Banning-Melchers - 426
5. Geert Bos - 319
6. Jan van Wijk - 375
7. Ton van Zandbergen - 204
8. Francy van Gelder - 220
9. Peter Cuijpers - 182
10. Han Tan - 172
11. Bert Panday - 129
12. Bert Gilissen - 681
13. Tineke van der Wal-Vriezen - 129
14. Cok van Heesch - 118
15. Ferdinand Alink - 88
16. Bart van der Blij - 87
17. Romy Holtus-de Haan - 280
18. Gerard Bus - 86
19. Aly Boersma - 89
20. Jan Boerland - 237
21. Jo Ravesteijn-Siebbeles - 121
22. Jan van der Werf - 93
23. Ton Marree - 50
24. Leo Serto - 51
25. Jaap Kruizinga - 76
26. Coen Hendriks - 53
27. Joke 't Hart-van den Brink - 84
28. Ellen van der Ploeg - 100
29. Leo Boogaard - 116
30. Dees Nijpels - 447

PvdA · CDA · VVD · D66 · AOV/U55+ · GroenLinks · Centrumdemocraten · RPF · SGP · GPV · SP · Senioren 2000 · Natuurwetpartij · NCPN · De Groenen · Vrije Indische Partij · Idealisten/Jij · NMP · Nederland Mobiel · Katholiek Politieke Partij · Het Kiezers Collectief · NSOV